# Sjeng Schalken
Sjeng Schalken (ur. 8 września 1976 w Weert) – holenderski tenisista, reprezentant w Pucharze Davisa.

## Kariera tenisowa
Wysoki (193 cm), praworęczny Holender, z bekhendem granym jedną ręką, dysponował mocnym serwisem ułatwiającym zdobywanie punktów na szybkich podłożach (chociaż nie grał za często wolejem). Regularne uderzenia z głębi kortu dawały z kolei podstawę do skutecznej walki na nawierzchni ziemnej.
Schalken w gronie juniorów sezon 1994 zakończył na 9. miejscu w rankingu młodzieżowym, z tytułem mistrzowskim na US Open 1994 i półfinałem Wimbledonu 1994. W tymże roku debiutował w gronie tenisistów profesjonalnych i odniósł pierwsze zwycięstwo w turnieju ATP Challenger Tour.
W 1995 wygrał swój pierwszy turniej rangi ATP World Tour w Walencji, po finałowym zwycięstwie nad Gilbertem Schallerem. Dało mu to awans do czołowej pięćdziesiątki rankingu światowego. Zarówno w 1995, jak i w kolejnym sezonie, jako niespełna 20–latek, był najmłodszym zwycięzcą turnieju w głównym cyklu (w 1996 wygrał w Dżakarcie).
W 1997 wygrał turniej w Bostonie, pokonując po drodze m.in. Àlexa Corretję i Marcelo Ríosa. W sezonie 1998 osiągnął dwa półfinały i pięć ćwierćfinałów w cyklu ATP World Tour, turniej wygrał natomiast na początku sezonu 1999 – w Auckland nie stracił seta, a w finale okazał się lepszy od Tommy'ego Haasa. W 2000, głównie dzięki zwycięstwu w Tokio i finałowi w Szanghaju, po raz pierwszy w karierze został pierwszym zawodnikiem w Holandii, przerywając ośmioletni okres dominacji Richarda Krajicka. Zapisał się w t.r. także w historii Wimbledonu – w 3 rundzie uległ Markowi Philippoussisowi po meczu trwającym 5 godzin i 5 minut. Ostatni, piąty set Philippoussis wygrał 20:18.
W 2001 Schalken był w finale turnieju w Waszyngtonie (w półfinale pokonał Andre Agassiego, w finale przegrał z Andym Roddickiem), na koniec sezonu wygrał natomiast halową imprezę w Sztokholmie (w drodze do finału nie stracił seta, w samym finale pokonał Jarkko Nieminena w pięciu setach).
Latem sezonu 2002 Schalken awansował do półfinału londyńskiego turnieju Queen’s Club (przegrał z Lleytonem Hewittem), wygrał turniej w ’s-Hertogenbosch (pierwszy wygrany turniej przed własną publicznością, w ćwierćfinale pokonał Rogera Federera, w finale Arnauda Clémenta), osiągnął pierwszy wielkoszlemowy ćwierćfinał na Wimbledonie. Poprzednio, startując od Wimbledonu 1995 we wszystkich turniejach wielkoszlemowych, nigdy nie doszedł dalej niż do 3 rundy. W Wimbledonie 2002 pokonał m.in. kończącego karierę Michaela Changa, a w ćwierćfinale był bliski pokonania Hewitta (który ostatecznie został triumfatorem turnieju). Schalken przegrał dwa pierwsze sety ćwierćfinału z Hewittem, Australijczyk miał już także przewagę przełamania w trzeciej partii, a jednak mecz wygrał dopiero 7:5 w piątym secie. Podczas US Open 2002 tenisista holenderski osiągnął półfinał (jako pierwszy Holender od czasu Toma Okkera w 1971). Pokonał m.in. Marka Philippoussisa, Gustavo Kuertena i w ćwierćfinale Fernando Gonzáleza (w pięciu setach, z których trzy, w tym decydujący, kończyły się tie-breakami). W meczu półfinałowym uległ zmierzającemu po swoje czternaste wielkoszlemowe zwycięstwo Pete'owi Samprasowi. Po turnieju US Open Holender awansował po raz pierwszy w karierze do czołowej dwudziestki rankingu i utrzymał tę pozycję do końca sezonu, dochodząc jeszcze do finału turnieju w Moskwie.
W sezonie 2003 po raz pierwszy w karierze Schalken wygrał w jednym roku dwa turnieje (w ’s-Hertogenbosch ponownie pokonał w finale Clémenta, w Costa Do Sauipe Schüttlera), był także w dwóch ćwierćfinałach wielkoszlemowych (na Wimbledonie 2003 pokonał m.in. Schüttlera (wówczas nr 5. ATP), przegrał z Federerem, w US Open 2002 ponownie pokonał Schüttlera, a uległ Roddickowi). W kwietniu 2003 osiągnął najwyższą pozycję w rankingu – nr 11.
Po sezonie 2003 Schalken częściej zmagał się z kontuzjami. Doszedł do ćwierćfinału Wimbledonu 2004 (trzeci z rzędu na tych kortach). W sezonie 2004 wypadł z czołowej pięćdziesiątki rankingu ATP, a w 2005 z setki rankingu. Kontynuował jednak starty w 2006, również w zawodach z serii ATP Challenger Tour.
Sjeng Schalken jako deblista wygrał sześć turniejów o randze ATP World Tour, był w dalszych trzech finałach. Najlepsze rezultaty osiągał w parze z rodakiem Paulem Haarhuisem – wygrali wspólnie pięć turniejów (z czego trzy w 2001) i byli w półfinale US Open 2001. Również w 2001 Schalken był w ćwierćfinale gry podwójnej na Wimbledonie, ale w parze z Juanem Balcellsem. W maju 2002 został sklasyfikowany na 21. miejscu w rankingu deblistów.
W latach 1996–2005 Schalken regularnie grał w reprezentacji w Pucharze Davisa. Debiutował jako deblista (w parze z Janem Siemerinkiem) w meczu z Nową Zelandią, ale występował przede wszystkim w grze pojedynczej (w sporadycznych startach deblowych partnerował Haarhuisowi). Zdobył w meczach reprezentacji szereg ważnych punktów, głównie zapewniających Holandii utrzymanie w grupie światowej. Przyczynił się także do osiągnięcia półfinału Pucharu Davisa w 2001. W półfinale przegrał z Francuzem Nicolasem Escudé (6:8 w piątym secie), co przy końcowym zwycięstwie Francji 3:2 miało kluczowe znaczenie dla rozstrzygnięcia. W 1 rundzie Pucharu Davisa 2005 Schalken zdobył dwa punkty singlowe przeciwko Szwajcarom, oba mecze wygrywając w pięciu setach. Bilans Schalkena w Pucharze Davisa wyniósł 21 zwycięstw i 13 porażek.
W latach 2001–2002 Schalken zasiadał w radzie zawodników ATP. Od listopada 2003 jest żonaty. Ogłosił zakończenie kariery 29 marca 2007.

### Finały w turniejach ATP World Tour
| Legenda                                      |
| -------------------------------------------- |
| Wielki Szlem                                 |
| Igrzyska olimpijskie                         |
| Tennis Masters Cup / ATP Finals              |
| ATP Masters Series / ATP Tour Masters 1000   |
| ATP International Series Gold / ATP Tour 500 |
| ATP International Series / ATP Tour 250      |

#### Gra pojedyncza (9–3)
| Końcowy wynik | Nr | Data                 | Turniej          | Nawierzchnia    | Przeciwnik         | Wynik finału            |
| ------------- | -- | -------------------- | ---------------- | --------------- | ------------------ | ----------------------- |
| Zwycięzca     | 1. | 8 października 1995  | Walencja         | Ceglana         | Gilbert Schaller   | 6:4, 6:2                |
| Zwycięzca     | 2. | 14 stycznia 1996     | Dżakarta         | Twarda          | Junus al-Ajnawi    | 6:3, 6:2                |
| Zwycięzca     | 3. | 24 sierpnia 1997     | Boston           | Twarda          | Marcelo Ríos       | 7:5, 6:3                |
| Zwycięzca     | 4. | 18 stycznia 1999     | Auckland         | Twarda          | Tommy Haas         | 6:4, 6:4                |
| Zwycięzca     | 5. | 15 października 2000 | Tokio            | Twarda          | Nicolás Lapentti   | 6:4, 3:6, 6:1           |
| Finalista     | 1. | 22 października 2000 | Szanghaj         | Twarda          | Magnus Norman      | 4:6, 6:4, 3:6           |
| Finalista     | 2. | 19 sierpnia 2001     | Waszyngton       | Twarda          | Andy Roddick       | 2:6, 3:6                |
| Zwycięzca     | 6. | 28 października 2001 | Sztokholm        | Twarda (hala)   | Jarkko Nieminen    | 3:6, 6:3, 6:3, 4:6, 6:3 |
| Zwycięzca     | 7. | 23 czerwca 2002      | ’s-Hertogenbosch | Trawiasta       | Arnaud Clément     | 3:6, 6:3, 6:2           |
| Finalista     | 3. | 6 października 2002  | Moskwa           | Dywanowa (hala) | Paul-Henri Mathieu | 6:4, 2:6, 0:6           |
| Zwycięzca     | 8. | 22 czerwca 2003      | ’s-Hertogenbosch | Trawiasta       | Arnaud Clément     | 6:3, 6:4                |
| Zwycięzca     | 9. | 14 września 2003     | Costa do Sauípe  | Twarda          | Rainer Schüttler   | 6:2, 6:4                |

#### Gra podwójna (6–3)
| Końcowy wynik | Nr | Data                 | Turniej          | Nawierzchnia    | Partner         | Przeciwnicy                           | Wynik finału   |
| ------------- | -- | -------------------- | ---------------- | --------------- | --------------- | ------------------------------------- | -------------- |
| Zwycięzca     | 1. | 30 lipca 1995        | Amsterdam        | Ceglana         | Marcelo Ríos    | Wayne Arthurs Neil Broad              | 4:6, 2:6       |
| Finalista     | 1. | 20 września 1998     | Taszkent         | Twarda          | Kenneth Carlsen | Stefano Pescosolido Laurence Tieleman | 5:7, 6:4, 5:7  |
| Zwycięzca     | 2. | 8 sierpnia 1999      | Amsterdam        | Ceglana         | Paul Haarhuis   | Devin Bowen Ejal Ran                  | 6:3, 6:2       |
| Zwycięzca     | 3. | 22 października 2000 | Szanghaj         | Twarda          | Paul Haarhuis   | Petr Pála Pavel Vízner                | 6:2, 3:6, 6:4  |
| Finalista     | 2. | 11 marca 2001        | Scottsdale       | Twarda          | Marcelo Ríos    | Donald Johnson Jared Palmer           | 6:7(3), 2:6    |
| Zwycięzca     | 4. | 4 lutego 2001        | Mediolan         | Dywanowa (hala) | Paul Haarhuis   | Johan Landsberg Tom Vanhoudt          | 7:6(5), 7:6(4) |
| Zwycięzca     | 5. | 24 czerwca 2001      | ’s-Hertogenbosch | Trawiasta       | Paul Haarhuis   | Martin Damm Cyril Suk                 | 6:4, 6:4       |
| Zwycięzca     | 6. | 22 lipca 2001        | Amsterdam        | Ceglana         | Paul Haarhuis   | Àlex Corretja Luis Lobo               | 6:4, 6:2       |
| Finalista     | 3. | 3 sierpnia 2003      | Los Angeles      | Twarda          | Joshua Eagle    | Jan-Michael Gambill Travis Parrott    | 4:6, 6:3, 5:7  |